# Fast food
Fast food (z ang. dosłownie „szybka żywność”) – rodzaj pożywienia szybko przygotowywanego i serwowanego na poczekaniu, na ogół taniego. Zwykle posiada ono wysoką wartość kaloryczną – zawiera dużą ilość tłuszczów i węglowodanów, przy równoczesnym niedoborze cennych dla organizmu substancji – błonnika, witamin i minerałów. Przeciwnicy tego typu odżywiania uważają, że regularne spożywanie produktów fast food prowadzi do chorób cywilizacyjnych takich jak otyłość, choroby nowotworowe, miażdżyca, choroby serca i wątroby. Współcześnie oblicze fast foodu zaczyna się zmieniać i coraz częściej zaliczane są do niego serwowane na poczekaniu sałatki.

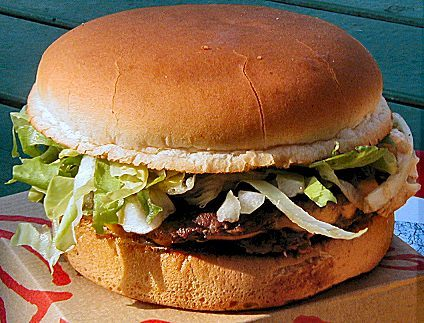
Hamburger

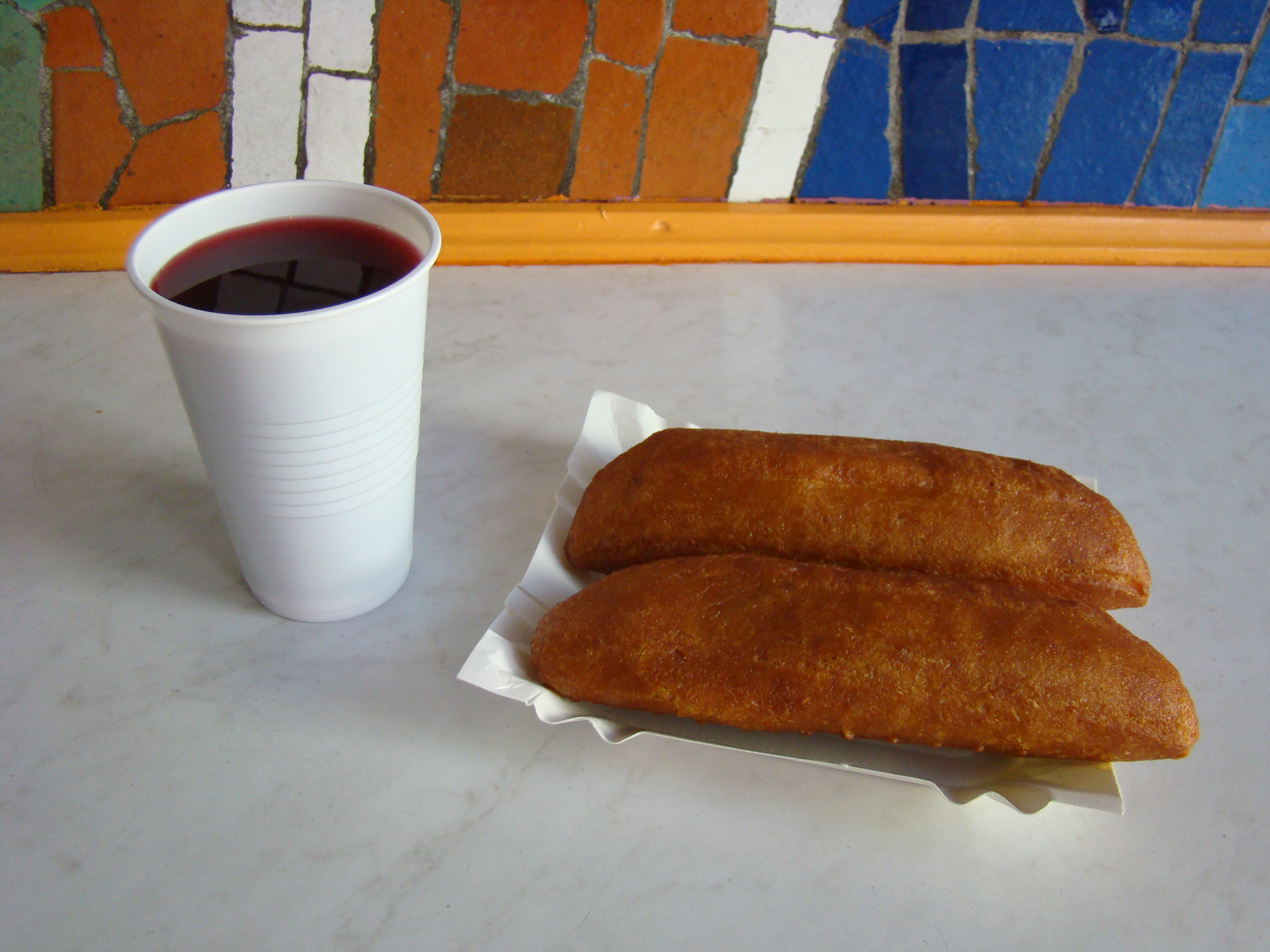
Paszteciki szczecińskie zwykle serwowane z czerwonym barszczem

Do największych sieci barów szybkiej obsługi, które sprzedają żywność „fast food” należą: McDonald’s (ponad 30 tysięcy barów na całym świecie), Burger King, KFC, Subway i Taco Bell. Aby poprawić wizerunek barów szybkiej obsługi w Polsce, prowadzone są kampanie marketingowe, które promują nazywanie barów szybkiej obsługi „restauracjami”.
Spośród polskich potraw tradycyjnych do kategorii fast food należy pasztecik szczeciński.